# Clasmatodon pellucidus
Clasmatodon pellucidus là một loài Rêu trong họ Fabroniaceae. Loài này được (Schwägr.) Hampe miêu tả khoa học đầu tiên năm 1874.